# Бела Барток
Бела Барток (на унгарски: Bartók Béla) е унгарски композитор и пианист. Той е сред основателите на етномузикологията.

## Биография
Бела Барток е роден в Надсенмиклош на 25 март 1881 г. Баща му е директор на училище, а майка му – учителка. Има и по-малка сестра Елза. След смъртта на баща му през 1888 година майка му го учи да свири на пиано, а от 1893 година посещава уроци по пиано в Братислава. 
През 1899 година се записва да следва пиано и композиране в музикалната академия „Ференц Лист“ в Будапеща и когато я завършва, вече има значителен творчески актив и същевременно си е спечелил име на завършен концертиращ пианист. В търсенето на своя личен стил Барток се опира на унгарския музикален фолклор. Задълбочената му работа над него като изследовател и творец дава забележителни резултати. Приносът на Бела Барток в изследването на фолклора е от световно значение. Творчеството му е неразривно свързано с народните песни и танци, които са претворени в големи художествени форми. С течение на годините интересът към произведенията на унгарския музикант нараства все повече и през второто десетилетие на нашия век той вече има славата на най-значителен съвременен композитор.
От 1908 до 1934 г. е професор по пиано в музикалната академия „Ференц Лист“.
През 1909 година се жени за първата си съпруга и се развежда през 1923 година. Още същата година сключва брак със своя студентка. От съпругите си има по един син. 
Композиторът не може да се примири с настъплението на фашизма в неговата родина и през 1940 г. емигрира в САЩ, където през 1945 година умира от левкемия.
В областта на музикалния театър Бела Барток написва общо три произведения: операта „Замъкът на херцога Синята брада“ (1911 г.) и балетите „Дървеният принц“ (1916) и „Чудесният мандарин“ (1919).
Освен с композиране Барток се занимава и със събиране на народни песни. Пътувайки през Унгария, Румъния, Словакия, Трансилвания, България, Близкия изток, той събира около 10 000 песни. Говори и пише на много чужди езици, сред които немски, английски, френски и руски.